# Arco de Wellington
El Arco de Wellington, también conocido como Arco de la Constitución u, originalmente, Arco de Green Park (en inglés: Wellington Arch, Constitution Arch y Green Park Arch respectivamente), es un arco del triunfo situado al sur de Hyde Park en el centro de Londres, Reino Unido. El arco, junto con el Marble Arch, fue proyectado en 1825 por Jorge IV para conmemorar las victorias británicas en las guerras napoleónicas. El Arco de Wellington fue a su vez concebido como una puerta exterior de Constitution Hill y por lo tanto una gran entrada al centro de Londres desde el oeste.

## Historia
El Arco fue construido entre 1826 y 1830 siguiendo los diseños de Decimus Burton. La mayor parte de la ornamentación externa que estaba planeada fue omitida como gesto de ahorra tras el importante gasto que el rey había realizado para reamueblar el Palacio de Buckingham, que se realizó al mismo tiempo. Originalmente el arco se levantaba justo enfrente de Apsley House, en ángulo recto desde su actual emplazamiento.
En 1846 se eligió el Arco para colocar una estatua de Arthur Wellesley, primer duque de Wellington, soldado y primer ministro. La estatua, realizada por Matthew Cotes Wyatt, coronaba el monumento y tenía 8,5 m de altura, era la mayor estatua ecuestre que se había hecho nunca. Era tan grande que generó bastante controversia en aquella época.
Entre 1882 y 1883, el Arco se movió hasta su actual emplazamiento en Hyde Park Corner para facilitar una mayor amplitud en la calzada. Hoy en día se encuentra en medio de una gran rotonda.
La estatua ecuestre del Duque fue trasladada a Aldershot y fue reemplazada, en 1912, por una gran cuadriga de bronce diseñada por Adrian Jones. La escultura representa al ángel de la paz descendiendo con el carro de la guerra. La cara del cochero de la cuadriga es de un niño pequeño (de hecho es la cara del hijo de Lord Michelham, quien fundió la escultura). La estatua es la escultura de bronce más grande de Europa.
El Arco está hueco por dentro, y hasta 1992 albergó la segunda central de policía más pequeña de Londres (la más pequeña se encontraba en Trafalgar Square). Posteriormente el Arco pasó a ser propiedad del Patrimonio Nacional Británico en 1999, y actualmente está abierto al público, además contiene tres pisos con exhibiciones que detallan la historia del arco y alguno de sus usos.
La mitad del arco es una chimenea de ventilación de la red de metro de Londres. Esto hace que haya una media de tres llamadas de emergencia a los bomberos de Londres al año, de gente que cree que sale humo del arco cuando en realidad es aire caliente y polvo que sale de la red de metro.